# Najmányi László
Najmányi László (Hermagor, Ausztria, 1946. február 9. – 2020. június 28. vagy előtte) magyar író, díszlettervező, képző- és performanszművész, filmrendező.

## Életpályája
Szülei Najmányi László mérnök (1919–1970) és Oroszi Ilona Veronika Sarolta író, pedagógus (1918–2006) voltak. 1952–1960 között általános iskolai tanulmányait Kiskunfélegyházán, Szolnokon, Győrött és Budapesten járta ki. 1960–1964 között az I. István Gimnázium tanulója, 1964–1965 között katona volt. 1965–1972 között elvégezte a Budapesti Műszaki Egyetem vízügyi mérnök szakát. 
1972–1976 között a Kovács István Stúdióban színdarabokat készített. 1971–1972 között tervezőmérnök volt, majd a Veszprémi Petőfi Színháznak készített díszletterveket. 1975–1976 között előadásokat tartott az ipari forradalomról és a filmkészítésről a Ganz-MÁVAG Művelődési Házban. 1975–1978 között a Pécsi Nemzeti Színház tagja volt. 1978–79-ben a szolnoki Szigligeti Színház tagja volt. 1979-ben Párizsba emigrált. 1980–1985 között Kanadában, 1985–1996 között New Yorkban élt. 1996-ban tért haza Magyarországra.

## Színházi munkái
- A Színházi Adattárban regisztrált bemutatóinak száma: szerzőként: 3; rendezőként: 3; díszlettervezőként: 59; jelmeztervezőként: 8.[2]

### Szerzőként
- A száműzött Joyce (Szombathely, 1915) (2003)
- Clara & Leon (2006)
- Anselmus szindróma (2006)

### Rendezőként
- A száműzött Joyce (Szombathely, 1915) (2003)
- Clara & Leon (2006)
- Anselmus szindróma (2006)

### Díszlettervezőként
(J=Jelmeztervező)
| - B. Turán Róbert: Madarak röpte (1972) (j) - Miller: Az ügynök halála (1972) - Kőszegi Ábel: Töredék (1973) - Molnár Ferenc: Az ördög (1973) - Gyárfás Miklós: Téli délelőtt (1973) - Gyárfás Miklós: Csillagfényben (1973) - Gyárfás Miklós: Csendóra (1973) - Vörösmarty Mihály: Csongor és Tünde (1973) - Delaney: Egy csepp méz (1974) - Zsuhovickij: Igyunk Kolumbuszra (1974) (j) - Williams: Huszonhét vagon gyapot (1974) - Williams: Beszélj, mint eső, hadd hallgassalak (1974) - Vámos Miklós: Égszakadás, földindulás (1974) - Kopkov: Aranyelefánt (1974) - Csehov: Három nővér (1975) - Osztrovszkij: Vihar (1975, 1979) - García Lorca: Yerma (1975) - Csehov: Medve (1975) - Csehov: Leánykérés (1975) - Witkiewicz: Egy kis udvarházban (1975) - Kruczkowski: A szabadság első napja (1975) - Bruno: Pepsie (1975) - Camus: Caligula (1976) - Vámos Miklós: Asztalosinduló (1976) - Harold Pinter: Régi idők (1976) (j) - Kocsis István: Tárlat az utcán (1976) - László Lajos: Uránbányászok (1976) (j) - Coster: Thyl Ulenspiegel (1976) - William Shakespeare: A makrancos hölgy (1976) | - Arisztophanész: Plutosz (A gazdagság) (1976) (j) - Hernádi Gyula: Csillagszóró (1976) - Bulgakov: Menekülés (1976) - Barillet-Grédy: Rózsaszál a reggelihez (1976) - Storey: A vállalkozó (1976) - MacDermot: Veronai fiúk (1976) - Jarry: Übü király (1977) - Dosztojevszkij: Istvánfalva (1977) - Hacks: Lotte (1977) - Gyurkovics-Szakonyi: De ki lesz a gyilkos? (1977) - Bulgakov: Álszentek összeesküvése (1977) - William Shakespeare: Minden jó, ha vége jó (1977, 1979) - Páskándi Géza: Távollevők (1977) - Euripidész: Helené (1977) (j) - Euripidész: Alkésztisz (1977) (j) - Ajtmatov: A versenyló halála (1977) - Gorkij: A nap gyermekei (1977) - Shaw: Tanner John házassága (1977) - Trenyov: Gimnazisták (1977) - Dürrenmatt: Az öreg hölgy látogatása (1978) - Majakovszkij: Gőzfürdő (1978) - Radicskov: Január (1978) - William Shakespeare: Titus Andronicus (1978) - Brecht: Koldusopera (1978) - Mrozek: Tangó (1978) - Andersen: Pacsuli palota (1978) (j) - Arbuzov: Egy szerelem története (Irkutszki történet) (1979) - Jeles András: Szenvedéstörténet (2001) |

## Könyvei
- Theremin. Dokumentumregény; Enciklopédia, Bp., 2006
- Downtown blues. Halász Péter emlékére; Nyitott Könyvműhely, Bp., 2006
- Progresszió és avantgárd. Mihályi Gábor és Najmányi László írásai; ill. Kaján Tibor, szerk. Mihályi Gábor; Új Világ–Antonin Liehm Alapítvány, Bp., 2007 (Európai kulturális füzetek)
- A Blum-ház rejtélye. Regény; Direkt, Szombathely, 2007
- Najmányi László–Schuller Gabriella: Yippie! Az engedetlen polgár. Gondolatok és adalékok az 1960-70-es évek Amerikájának történetéhez; Golyós Toll, Szombathely, 2008

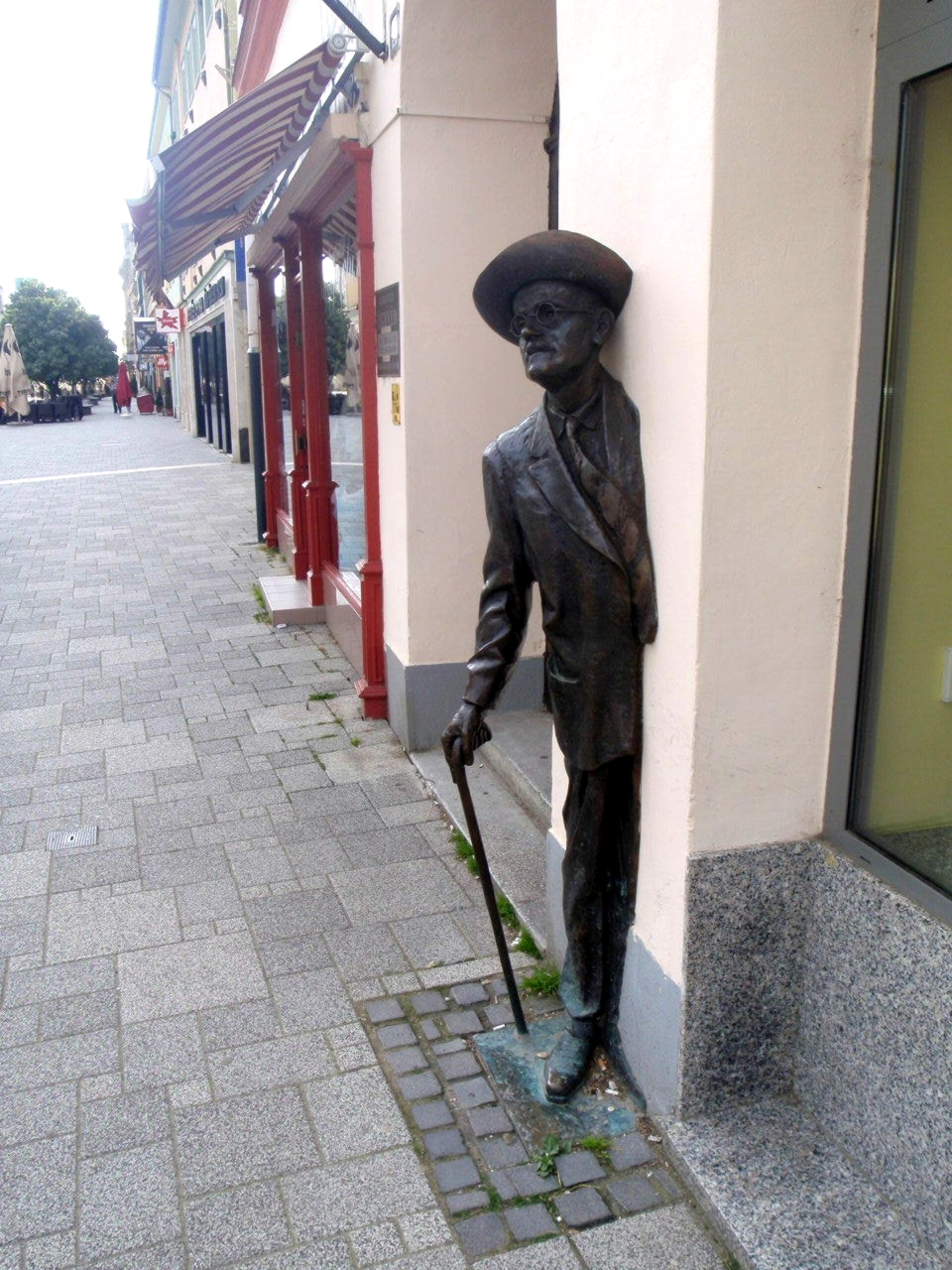
James Joyce szobra Szombathelyen. Veres Gábor és Najmányi László alkotása (bronz, 2004)

## Filmjei
- Hazámban száműzötten (1974)
- A látás hatalma (1975)
- A császár üzenete (1975)
- Szinkronpróba (1976)
- Flammarion Kamil (1976)
- Ady és kora (1976)
- Ady és az első világháború (1976)
- Richard Katz (1977)
- Ganz Ábrahám (1977)
- DNS (1977)
- David Bowie Budapesten (1977)
- Az első reggeli (1977)
- A Félelem Háza (1977)
- A Danton-ügy (1978)
- Egyszeregy (1978)
- Időkutya (1984)
- Táncold a newyorkot (1986)
- Az Idő térképe (1986)
- A vérem (1986)
- Video-idő (1988)
- Víz a híd alatt (1997)
- Kopj le, kisapám (1997)
- Indonéz táncos (1997)
- A megoldás (1997)
- A Béke Kertje (1998)
- A Bénák városa (1999)

## Kiállításai

### Egyéni
- 1975 Budapest
- 1988 New York

### Csoportos
- 1975, 1997–1998 Budapest
- 1979 Sydney